# Goddess in the Doorway
| 전문가 평가   | 전문가 평가 |
| 총 점수       | 총 점수     |
| 출처          | 점수        |
| ------------- | ----------- |
| 메타크리틱    | 62/100      |
| 평가 점수     |             |
| 출처          | 점수        |
| Allmusic      | [ 2 ]       |
| Rolling Stone | [ 3 ]       |

《Goddess in the Doorway》는 2001년 11월 19일에 발매된 믹 재거의 네 번째 솔로 음반이다. 재거가 솔로 가수로 가장 최근에 내놓은 곡으로, 1991년 이후 롤링 스톤스의 멤버로 계약한 버진 레코드와 첫 번째 발매가 되었다.

## 배경
1993년 음반 《Wandering Spirit》과 1994년과 1997년 롤링 스톤스의 《Voodoo Lounge》와 《Bridges to Babylon》에 이어, 재거는 2000년부터 데모 자료를 작업하기 시작했고, 마침내 2001년 봄에 스튜디오에 도달했다. 재거는 주로 마티 프레데릭센과 맷 클리포드와 함께 프로듀서로 활동했지만, 그는 또한 《Goddess in the Doorwa》를 만드는 것을 돕기 위해 레니 크래비츠와 와이클리프 장의 재능을 인정하였다. 그리고 이 곡들은 대부분 재거가 작곡한 것이지만, 그는 다른 협력자들, 즉 매치박스 트웬티의 리드 보컬인 크래비츠와 롭 토머스와 함께 작업하기 위해 노력했다. 음반 수록곡 중 몇 곡의 녹음 세션은 다큐멘터리 《Being Mick》에 수록되었다.

## 녹음
녹음이 진행 중인 동안, 보노, 피트 타운젠드, 토머스, 크래비츠, 장, 조 페리를 포함한 많은 재거의 음악가 친구들이 모두 기부를 했다. 사실 타운젠드는 이 음반의 주창자였다. 재거의 데모 몇 가지를 듣고 나서 롤링 스톤스 노래처럼 들리지 않으며 재거가 직접 녹음해야 한다고 말했다.
2001년 여름, 재거는 미시 엘리엇과 우연히 만나 그녀에게 음반의 일부가 되어달라고 부탁했었다. 뉴욕 호텔에서 재거는 엘리엇에게 데모 자료를 미리 보여 주었다. 이들의 만남 이후, 재거와 엘리엇의 양측 대표는 두 아티스트가 〈Hide Away〉라는 곡에 협업할 예정이라는 것을 확인했지만, 스케줄상의 갈등으로 인해 그들의 협업이 빛을 보지 못했다. 재거가 슈퍼 프로듀서 로드니 저킨스와 협업하는 것도 같은 운명을 맞게 될 것이다. 여름이 끝날 무렵에는 《Goddess in the Doorway》가 초기에 완성되었고 크래비츠가 프로듀싱한 〈God Gave Me Everything〉이 그 10월에 리드 싱글로 발표되었다. 그 노래는 크게 히트하지 못했다.

## 곡 목록
| #   | 제목                         | 작사·작곡                       | 재생 시간 |
| --- | ---------------------------- | ------------------------------- | --------- |
| 1.  | 〈Visions of Paradise〉      | 믹 재거, 롭 토머스, 맷 클리포드 | 4:02      |
| 2.  | 〈Joy〉                      | 재거                            | 4:41      |
| 3.  | 〈Dancing in the Starlight〉 | 재거, 클리포드                  | 4:06      |
| 4.  | 〈God Gave Me Everything〉   | 재거, 레니 크래비츠             | 3:34      |
| 5.  | 〈Hide Away〉                | 재거, 와이클리프 장             | 4:31      |
| 6.  | 〈Don't Call Me Up〉         | 재거                            | 5:14      |
| 7.  | 〈Goddess in the Doorway〉   | 재거, 클리포드                  | 4:56      |
| 8.  | 〈Lucky Day〉                | 재거                            | 4:51      |
| 9.  | 〈Everybody Getting High〉   | 재거                            | 3:55      |
| 10. | 〈Gun〉                      | 재거, 클리포드                  | 4:39      |
| 11. | 〈Too Far Gone〉             | 재거                            | 4:39      |
| 12. | 〈Brand New Set of Rules〉   | 재거                            | 7:39      |

## 인증
| 국가                       | 인증 | 판매량/출하량 |
| -------------------------- | ---- | ------------- |
| 독일 (BVMI)                | 골드 | 150,000^      |
| 스페인 (PROMUSICAE)        | 골드 | 50,000^       |
| 영국 (BPI)                 | 실버 | 80,778        |
| 미국                       | —    | 317,000       |
| ^출하량을 기반으로 한 인증 |      |               |